# Камбарский район
Камба́рский райо́н (удм. Камбар ёрос) — административно-территориальная единица и упразднённое муниципальное образование (муниципальный район) в Удмуртской Республике Российской Федерации.
Располагается в юго-восточной части республики. Административный центр — город Камбарка.
Законом Удмуртской Республики от 30.04.2021 № 41-РЗ район и входившие в его состав городское и сельские поселения преобразованы в муниципальный округ (слово район в официальном названии сохранено).

## География
Район расположен в юго-восточной части республики и граничит с Сарапульским районом, на серверо-востоке — с Пермским краем, на юго-востоке — с республикой Башкортостан и на юге — с Каракулинским районом Удмуртии. Район расположен в Камско-Бельской низменности. Западная граница района проходит по реке Кама и по территории района протекают её притоки — Армязь, Шолья, Камбарка, Буй, Чёрная.
Площадь района — 672,62 км². Лесистость района 55,1 %, при средней по Удмуртии — 46,8 %.
На территории района расположено несколько памятников природы, в частности, Камбарское и Михайловское болота, Камская грива и Шольинский.

## История
Впервые район образован 23 января 1924 года в составе Сарапульского округа Уральской области. Постановлением ВЦИК от 10 июня 1931 года Камбарский район был ликвидирован, его территория была присоединена к Сарапульскому району. 22 октября 1937 года указом ВЦИК Сарапульский район передан от Кировской области в состав Удмуртской АССР. На основании Указа Президиума Верховного совета РСФСР от 7 марта 1939 года в результате разукрупнения Сарапульского района Камбарский район был образован повторно.
Указом Президиума Верховного Совета РСФСР от 1 января 1963 года и от 5 марта 1963 года — Камбарский район был упразднён и его территория разделена между Сарапульским сельским районом и городом Сарапул. Указом Президиума Верховного Совета РСФСР от 30 декабря 1966 года Камбарский район образован в третий и последний раз.
В результате муниципальной реформы с 1 января 2006 года наделён статусом муниципального района.

## Население
| 1959    | 1970    | 1979    | 1989    | 2002    | 2009    | 2010    | 2011    | 2012    |
| ------- | ------- | ------- | ------- | ------- | ------- | ------- | ------- | ------- |
| 31 006  | ↘23 144 | ↘23 059 | ↘22 680 | ↘21 243 | ↘20 674 | ↘18 106 | ↘18 070 | ↘17 771 |
| 2013    | 2014    | 2015    | 2016    | 2017    | 2018    | 2019    | 2020    | 2021    |
| ↘17 561 | ↘17 316 | ↘17 279 | ↘17 164 | ↘16 933 | ↘16 676 | ↘16 585 | ↘16 402 | ↘16 114 |
| 2024    |         |         |         |         |         |         |         |         |
| ↘15 570 |         |         |         |         |         |         |         |         |

### Урбанизация
В городских условиях (город Камбарка) проживают 64,74 % населения района.

### Национальный состав
По результатам переписи 2020 года, среди населения района составляли русские — 92,9 %, татары — 3 %, удмурты — 1,7%. В Камбарском районе самая высокая доля русских среди сельских районов республики.

## Административное деление
В Камбарский район как административно-территориальную единицу входят 1 город районного значения и 7 сельсоветов. Сельсоветы (сельские администрации) одноимённы образованным в их границах сельским поселениям, а город районного значения — городскому поселению.
В муниципальный район входили 8 муниципальных образований, в том числе 1 городское поселение и 7 сельских поселений.
| №        | Упразднённое муниципальное образование | Административный центр | Количество населённых пунктов | Население (чел.) | Площадь (км²) |
| -------- | -------------------------------------- | ---------------------- | ----------------------------- | ---------------- | ------------- |
| 1e-06    | Городское поселение                    |                        |                               |                  |               |
| 1        | Камбарское                             | город Камбарка         | 1                             | ↘10 080          | 129,40        |
| 1.000002 | Сельские поселения                     |                        |                               |                  |               |
| 2        | Армязьское                             | деревня Нижний Армязь  | 3                             | ↘528             | 138,22        |
| 3        | Борковское                             | посёлок Борок          | 6                             | ↗620             | 27,90         |
| 4        | Ершовское                              | село Ершовка           | 1                             | ↘869             | 33,50         |
| 5        | Камское                                | село Кама              | 1                             | ↘1726            | 52,60         |
| 6        | Михайловское                           | село Михайловка        | 5                             | ↗478             | 215,00        |
| 7        | Нефтебазинское                         | село Камское           | 1                             | ↘760             | 5,60          |
| 8        | Шольинское                             | село Шолья             | 3                             | ↘1309            | 70,40         |

### Населённые пункты
В Камбарском районе 21 населённый пункт.
| №  | Населённый пункт        | Тип              | Население | Упразднённое муниципальное образование |
| -- | ----------------------- | ---------------- | --------- | -------------------------------------- |
| 1  | Армязь                  | станция          | ↘142      | Борковское                             |
| 2  | Балаки                  | село             | ↗253      | Михайловское                           |
| 3  | Борок                   | посёлок          | ↗459      | Борковское                             |
| 4  | Гоголи                  | деревня          | ↘8        | Михайловское                           |
| 5  | Дома 1152 км            | населённый пункт | ↗4        | Борковское                             |
| 6  | Дома 1153 км            | населённый пункт | ↗16       | Борковское                             |
| 7  | Дома 1155 км            | населённый пункт | ↗12       | Борковское                             |
| 8  | Дома 1164 км            | населённый пункт | ↘67       | Шольинское                             |
| 9  | Ершовка                 | село             | ↘869      | Ершовское                              |
| 10 | Зелени                  | деревня          | →0        | Армязьское                             |
| 11 | Кама                    | село             | ↘1726     | Камское                                |
| 12 | Камбарка                | город            | ↘10 080   | Камбарское                             |
| 13 | Камское                 | село             | ↘760      | Нефтебазинское                         |
| 14 | Мазунинское лесничество | деревня          | ↗179      | Шольинское                             |
| 15 | Михайловка              | село             | ↘246      | Михайловское                           |
| 16 | Нижний Армязь           | деревня          | ↘630      | Армязьское                             |
| 17 | Новокрещенка            | деревня          | ↗10       | Михайловское                           |
| 18 | Октябрьская             | деревня          | ↘42       | Михайловское                           |
| 19 | Савино                  | деревня          | ↗27       | Борковское                             |
| 20 | Шолья                   | деревня          | ↗3        | Армязьское                             |
| 21 | Шолья                   | село             | ↘1095     | Шольинское                             |

Упразднённые населённые пункты
- 2004 год — населённые пункты Дома 6 км и Дома 12 км[34]; посёлок Восточный[35].

## Местное самоуправление
Государственная власть в районе осуществляется на основании Устава, структуру органов местного самоуправления муниципального района составляют:
- Районный Совет депутатов — представительный орган местного самоуправления, в составе 30 депутатов, избирается каждые 5 лет.
- Глава муниципального образования — высшее должностное лицо района, избирается Советом из своего состава. Должность Главы района занимает — Поддубский Александр Васильевич.
- Администрация муниципального образования — исполнительно-распорядительный орган муниципального района. Глава Администрации района назначается на должность Советом по результатам конкурса. Должность Главы Администрации района занимает — Климовских Надежда Владимировна.

Символика района
Официальными символами Камбарского района являются герб и флаг, отражающие исторические, культурные, национальные и иные местные традиции и особенности.

## Социальная инфраструктура
Система образования района включает 12 школ, в том числе 8 средних, и 13 детских садов.
Медицинскую помощь населению оказывают центральная районная больница, 2 участковые больницы и 6 фельдшерско-акушерских пунктов.
Также в районе действуют 11 домов культуры и клубных учреждения, 11 библиотек, музыкальная школа и городской музей в Камбарке.

## Транспорт
Транспортная сеть района представлена железнодорожным, автомобильным и водным транспортом. Протяжённость железных дорог составляет 107 км, автомобильных — 74 км. По территории района проходит электрифицированная железнодорожная магистраль «Москва—Свердловск» и ветка «Ижевск—Чайковский», на которой работают четыре железнодорожные станции. Функционируют паромные переправы на реке Кама.

## Известные жители района
- Анна Кузьминых (Мичкова, 1890 — 1954) — служанка царской семьи Романовых, работавшая в историческом доме Ипатьева незадолго до их расстрела в 1918 году.
- Волков, Макар Иосифович (1903 — 1995) — удмуртский писатель. Некоторое время жил в Камбарке, был инженером порта. Умер в селе Кама Камбарского района.